# 李奧拿氏倭管蛇
李奧拿氏倭管蛇是蛇亞目倭管蛇科下的一個種，主要分布於馬來西亞。目前尚未有任何亞種。

## 保育情況
李奧拿氏倭管蛇的保護現狀被世界自然保護聯盟列為數據缺乏（DD）的受威脅物種。這說明了目前為止尚未有足夠的資料（例如分布情況、物種數量等），能直接或間接評估李奧拿氏倭管蛇所面臨的物種滅絕風險。其實關於此蛇種的生物形態及其特性等，都已經有充足的研究，可是關於其群體分布及整體數量仍未有確切的資料；既然未能確定牠們的數量，就暫時未能把牠們列入安全或各種風險的類別之中。把李奧拿氏倭管蛇列成一個獨立蛇種，其中一個重要目的就是為了等待更確切的資料以肯定牠們的受威脅狀態。選擇決定把一個物種歸類於「數據缺乏」（DD）還是「有風險」（VU、EN、CR）組別裡，需要非常謹慎的考慮。如果經過一段觀察期並認定某個物種分類範圍已能得到確定時，相關組織便會正式判斷該物種應歸入哪一個風險組別。

## 備註
1. ↑  McDiarmid RW、Campbell JA、Touré T：《Snake Species of the World: A Taxonomic and Geographic Reference, vol. 1》頁511，Herpetologists' League，1999年。ISBN 1-893777-00-6
2. ↑  . ITIS. 2007  [17 August, 2007].
3. ↑  世界自然保護聯盟 （页面存档备份，存于）上的保護物種名單：李奧拿氏倭管蛇
4. ↑  1994年訂立的分類及標準（版本2.3） （页面存档备份，存于）世界自然保護聯盟瀕危物種紅色名錄 （页面存档备份，存于）